# Barbara Wysoczańska
Barbara Maria Wysoczańska-Szeja (Świętochłowice, 12 agosto 1949) è un'ex schermitrice polacca, vincitrice di una medaglia di bronzo nella scherma ai giochi olimpici.